# Da'f (Sängersklavin)
Da'f (arabisch الضعف, DMG aḍ-Ḍaʿf), geb. im 8. Jahrhundert, gest. im 9. Jahrhundert, war eine Sängersklavin des sechsten Abbasiden-Kalifen Muhammad al-Amin (787–813; reg. 809–813).

## Leben und Rezeption
Da'f war eine Sängersklavin und eine der Lieblingssklavinnen des Abbasiden-Kalifen Muhammad al-Amin. Ihr Sklavenname bedeutet wörtlich Schwäche. In der arabischen Literatur findet sie unter anderem in al-Tabaris (839–923) monumentalem Geschichtswerk Taʾrīḫ aṭ-Ṭabarī – Taʾrīḫ ar-Rusūl wa-l-Mulūk Erwähnung.
Al-Tabari zitiert sie in einer Erzählung von Ibrahim ibn al-Mahdi, dem Onkel des Kalifen. Als im Jahr 813 das Heer von Al-Amins Bruder Al-Ma'mun Bagdad belagerte, saß al-Amin mit Ibrahim ibn al-Mahdi zusammen, wobei sie sich durch den Gesang von Da'f unterhalten ließen. Als Al-Amin der Gesang nicht zusagte, schickte er die Sklavin fort, wobei diese aus Unachtsamkeit ein Trinkgefäß zerbrach. Ibrahim al-Mahdi und al-Amin deuteten den Inhalt der Verse, das zerbrochene Gefäß und den Namen der Sklavin (Schwäche) als ein böses Omen. Bald darauf wurde al-Amin ermordet.